# 福井県立盲学校
福井県立盲学校（ふくいけんりつ もうがっこう）は、福井県福井市にある公立の盲学校である。視覚障害のある幼児・児童・生徒が学んでいる。
県内には当校しか盲学校がないため、通学範囲は県内各地に及ぶ。通学が困難な者は、寄宿舎の「まどか寮」を利用することができる。

## 所在地
- 福井県福井市原目町39-8

## アクセス
- 京福バス
  - 53 円山・重立線「盲学校前」下車。
- えちぜん鉄道勝山永平寺線
  - 追分口駅 から徒歩約15分。

## 設置学部
- 幼小学部
- 中学部
- 高等部
  - 普通科
  - 本科保健理療科
  - 専攻科理療科